# Доісторична Скандинавія
Доісторичний період в історії Скандинавії охоплює час з моменту появи перших людей на цій території і до появи перших писемних пам'яток рун,, а також згадки германців в римських джерелах.

## Середній палеоліт
Кісткові рештки неандертальців на території Скандинавії не виявлені; зроблені на початку XX століття в печерах знахідки нібито «мустьєрських» кам'яних знарядь піддаються в даний час під сумнів. Після цього Скандинавія на тривалий час сховалася під крижаним щитом.
Кроманьйонці з'явилися в Скандинавії в кінці останнього зледеніння, приблизно 13-14 тисяч років тому. Це були носії Аренбурзької культури, мисливці-збирачі, що жили біля самої кромки льодовикового щита. В той час частина території сучасної Швеції і Норвегії перебувала під водою, а лінія узбережжя суттєво відрізнялася від сучасної. На території Норвегії мешкали носії культури Бромме. Дві зазначених археологічних культури настільки схожі одна на одну, що ряд дослідників пропонував об'єднати їх під назвою «культура Люнгбю». Процес танення крижаного щита, що почався наприкінці верхнього палеоліту, продовжується по теперішній час. Цей процес зробив сильний вплив на ландшафт Скандинавії та особливості розвитку місцевих доісторичних культур.
Близько 10-8 тис. до н. е. на місці колишнього Балтійського льодовикового озера утворилося замкнуте Анцилове озеро.
Палеогенетикам вдалося витягти ДНК трьох людей, які жили близько 9880-9540 років тому, із слини, витягнутої з фрагментів дьогтю з мезолітичної стоянки Хасебі-Клев (Huseby Klev) на заході Швеції. У всіх трьох індивідуумів мтДНК належала до гаплогруппи U5a2d[1].

## Мезоліт

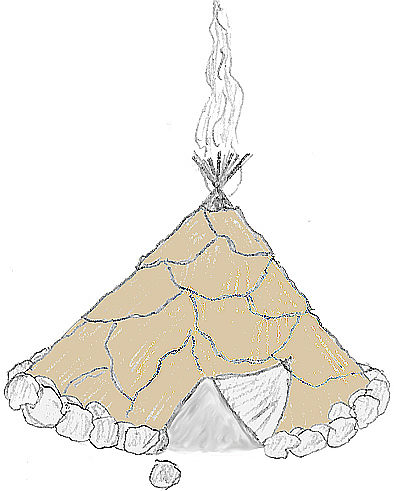
Мезолітичне житло в Норвегії. Реконструкція

В результаті танення льодовиків Анцилове озеро з'єднується з Атлантичним океаном; на його місці утворюється менше за розміром Литоринове море, береги Скандинавії поступово наближаються до сучасних обрисів.
У 7 тисячолітті до н. е.., коли північні олені і мисливці на них мігрували на північ Скандинавії, її вже покрили ліси. В цей час на території Данії та півдні Швеції розвивається культура Маглемозе (7500-6000 р. до н. е.), а на північ від неї, в Норвегії і на більшій частині півдня Швеції, розвивається культура Фосна—Генсбака, прив'язана в основному до узбережжя лісової зони і яка характеризується використанням вогню, човнів і кам'яних знарядь, за допомогою яких мешканці цих місць виживали в суворих умовах північної Європи.
Люди культури Маглемозе жили в лісі та на заболочених територіях. Вони використовували знаряддя для рибальства та полювання, виготовлені з дерева, кісток і крем'яних мікролітів. Характерними для культури є крем'яні мікроліти з гострою кромкою, що використовувалися в якості наконечників списів і стріл. Починаючи з 6000 року до н. е. мікроліти зустрічаються все рідше, і починається період переходу до культури Конгемозе (приблизно 6000-5200 років до н. е.). Знахідки, пов'язані з культурою Конгемозе, характеризуються довгими крем'яними відщепами, які використовувались для виготовлення характерних ромбоподібних наконечників стріл, скребків, свердел, шил і зазубрених ножів.

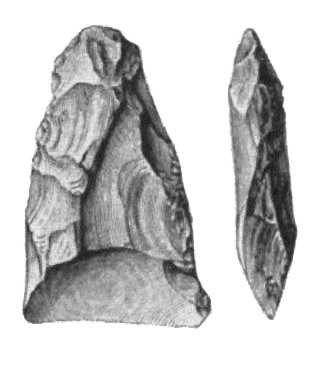
Кам'яна сокира-відщеп, типовий для культури Ертебелле культура

У 6 тисячолітті до н. е. південь Скандинавії був покритий густими широколистяними і змішаними лісами. У цих лісах водилися такі тварини, як тур, зубр, лось і благородний олень. На них полювали люди культури Конгемозе. Як і їхні попередники, вони полювали також на морських котиків і ловили рибу. На північ від культури Конгемозе, на півдні Норвегії і Швеції, мешкали інші мисливці і збирачі, відомі як культура Ньоствет-Ліхулт, нащадки культури Фосна—Генсбака . В кінці 6 тисячоліття, коли культуру Конгемозе змінила нова культура Ертебелле на півдні, культура Фосна—Генсбака все ще була мисливською.
Ертебелле культура (приблизно 5300-3950 років до н. е.) Відноситься до кінця мезоліту. Її представники також займалися полюванням і збиранням.

## Неоліт і мідно-кам'яна доба

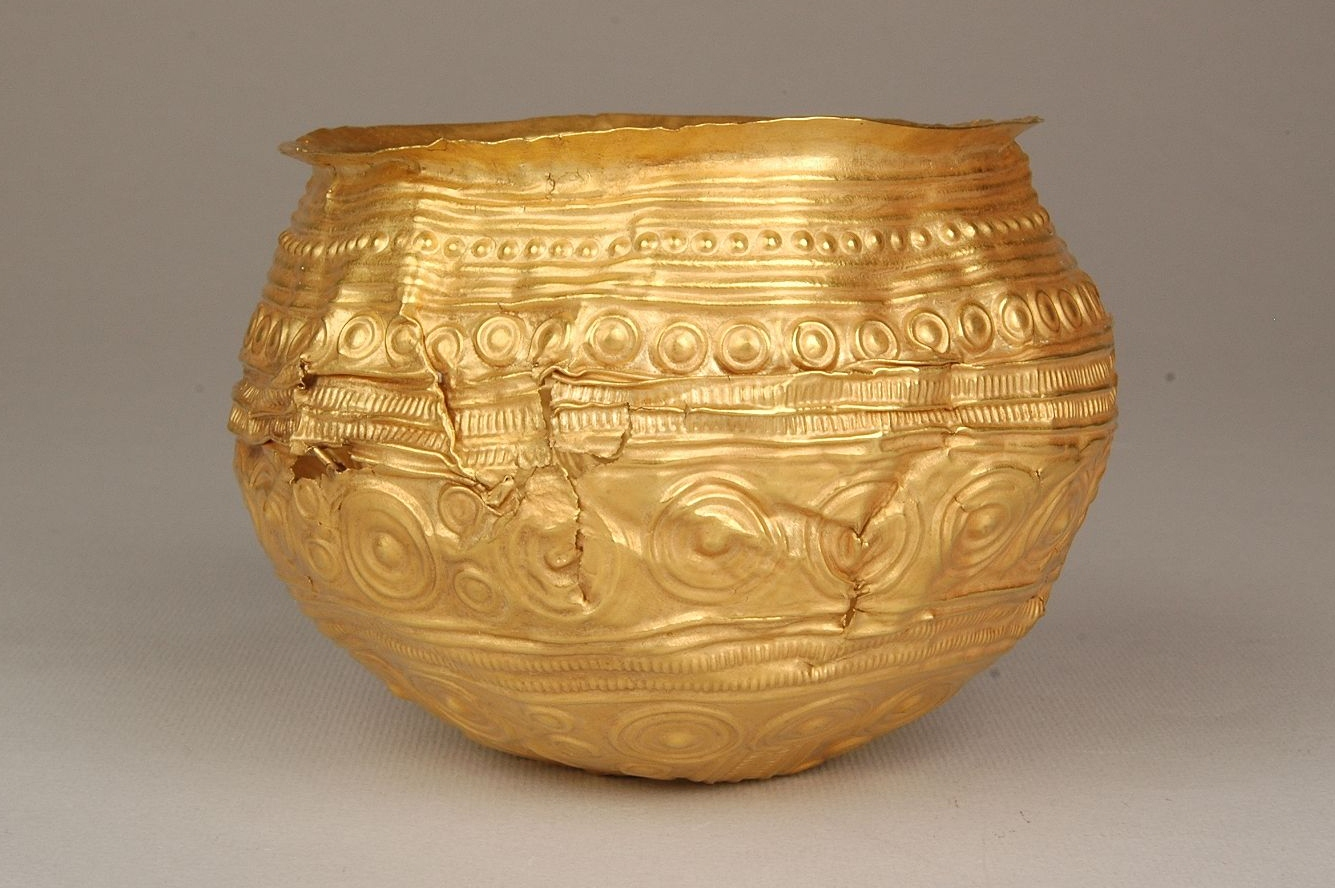
Блекінгельська чаша з 1000 р. до н. е.

Перехід до неоліту, що почався приблизно в 5000 році до н. е., привів до початку технологічних змін, як, наприклад, появи кераміки. Поселення стають постійними, великими, розташовуються зазвичай в гирлах річок. Сільське господарство, на відміну від більшої частини Європи, з'являється пізніше, ніж кераміка.
Протягом 5 тисячоліття до н. е. культура Ертебелле запозичила кераміку від свого південного сусіда — культури лінійно-стрічкової кераміки, яка на той час вже тривалий час займалася землеробством і тваринництвом. Культуру Ертебелле змінила культура лійчастого посуду (4000-2700 рр. до н. е.), що з'явилася спочатку в континентальній Європі і поступово поширилася через територію сучасного Уппланду. Ця культура споруджувала мегалітичні споруди.
З іншого боку, племена, що жили вздовж узбережжя Свеаланда, Гьоталанда, Аландських островів, на північному сході Данії і півдні Норвегії, освоїли нові технології, в результаті чого в цих місцях виникла культура ямної кераміки (3200 — 2300 рр. до н. е.). Потім в середині 4 тисячоліття до н. е. уздовж східного узбережжя Швеції виникла культура Культура ямково-гребінцевої кераміки, в рамках якої відбулося повернення до мисливської економіки.
Ближче до кінця 3 тисячоліття до н. е. культура лійчастого посуду і частково культура ямної кераміки зникли під натиском прибульців культури бойових сокир, яких багато дослідників розглядають як носіїв ранніх індоєвропейських мов. Прибульцям вдалося просунутися в Скандинавію до Уппланда і Осло-Фіорда. Нова культура була індивідуалістичною і патріархальною, пастушачою; бойові сокири служили символом соціального статусу. Незабаром, проте, поява металообробки внесла нові тенденції в соціальне життя, і настала культура бронзового століття.

## Бронзова доба

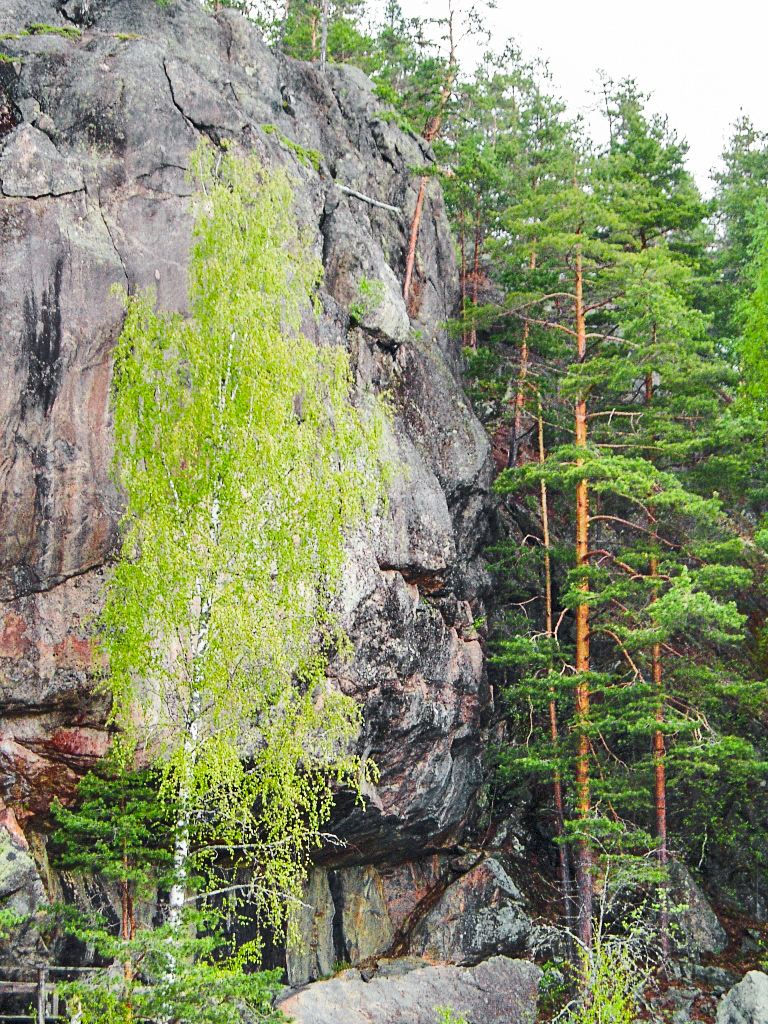
Найбільші і найбільш відомі у Фінляндії наскельні малюнки знаходяться на кручі біля озера Сайма в Астувансалмі (петрогліфи Астувансалмі). Вони були виявлені в 1968 році і датуються приблизно 2000 роком до н. е.

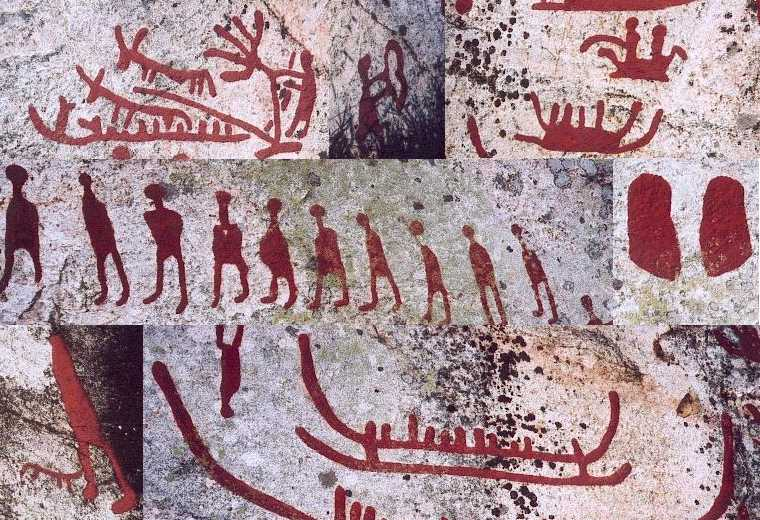
Петрогліфи в Хельєсті), Вестманланд, Швеція. колаж

Приблизно в 2800 році до н. е. разом з культурою шнурової кераміки в Скандинавії з'являється металообробка. На більшій частині Скандинавії домінує її регіональний варіант, шведсько-норвезька культура бойових сокир, представлена не менше ніж 3000 похованнями. Від періоду 2500—500 рр. до н. е. також збереглося безліч відносно добре збережених наскельних зображень (петрогліфів) в західній Швеції (особливо відомі зображення з Танума) і в Норвегії (наскельні малюнки в Альті). Більшість петрогліфів було створено в період 2300—500 рр. до н. е. Вони зображують епізоди, пов'язані з аграрним способом життя, бойові дії, кораблі, худобу і т. д. У Бохуслені виявлені петрогліфи з зображеннями на сексуальну тематику, вони датуються приблизно 800—500 рр. до н. е.
Протогерманська культура скандинавського бронзового століття виникла приблизно в 1800—500 рр. до н. е. на території Данії, а також в південній частині Швеції і Норвегії. Вона створила бронзову зброю, бронзові і золоті ювелірні вироби, торгувала бурштином з Центральною Європою і Середземномор'ям.
За нею послідували культури доримської залізної доби (приблизно з п'ятого по перше століття до н. е.) і римської залізної доби (приблизно з першого по четверте століття нашої ери).

Вироби шведської бронзової доби
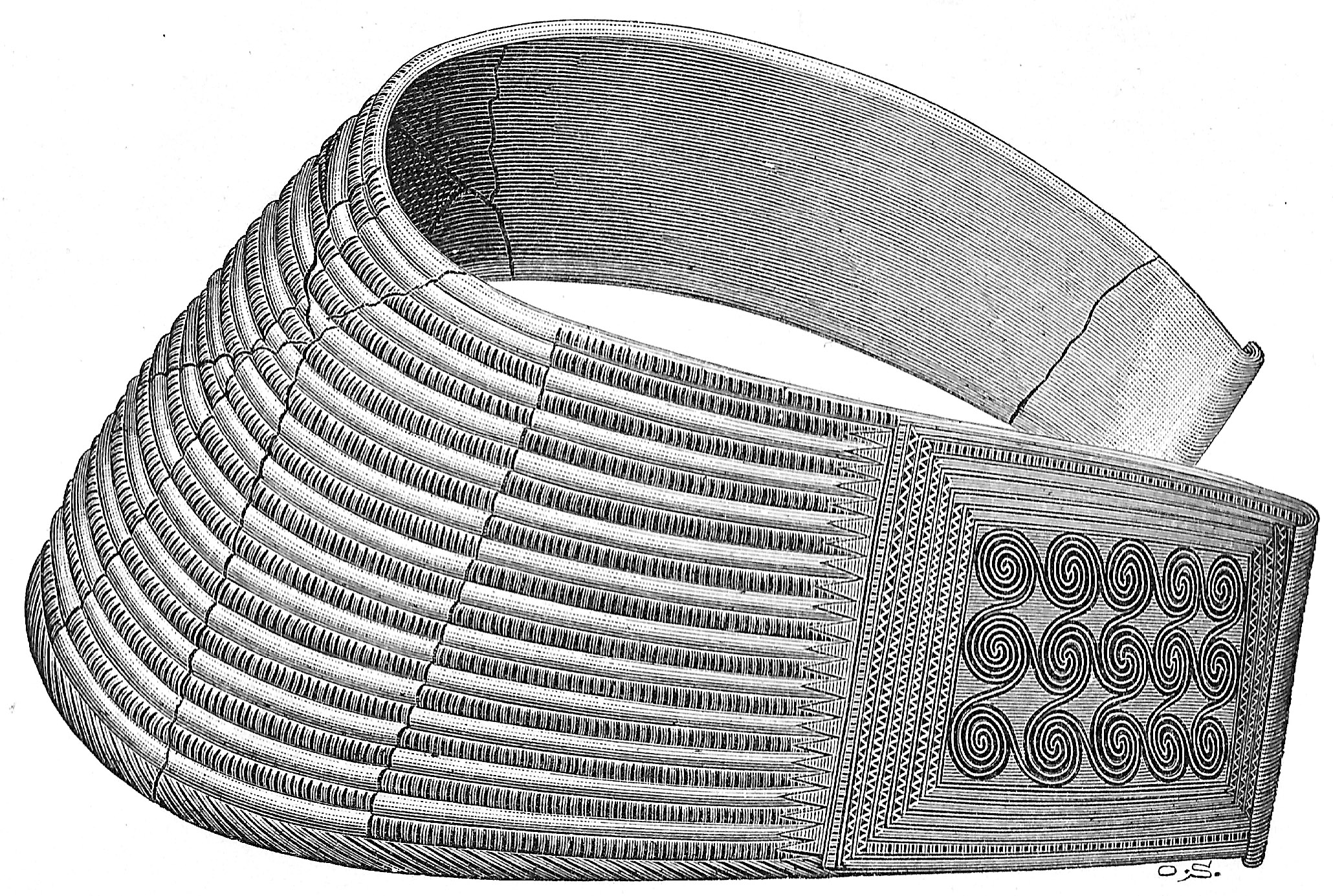
Бронзова шийна прикраса зі Сконе
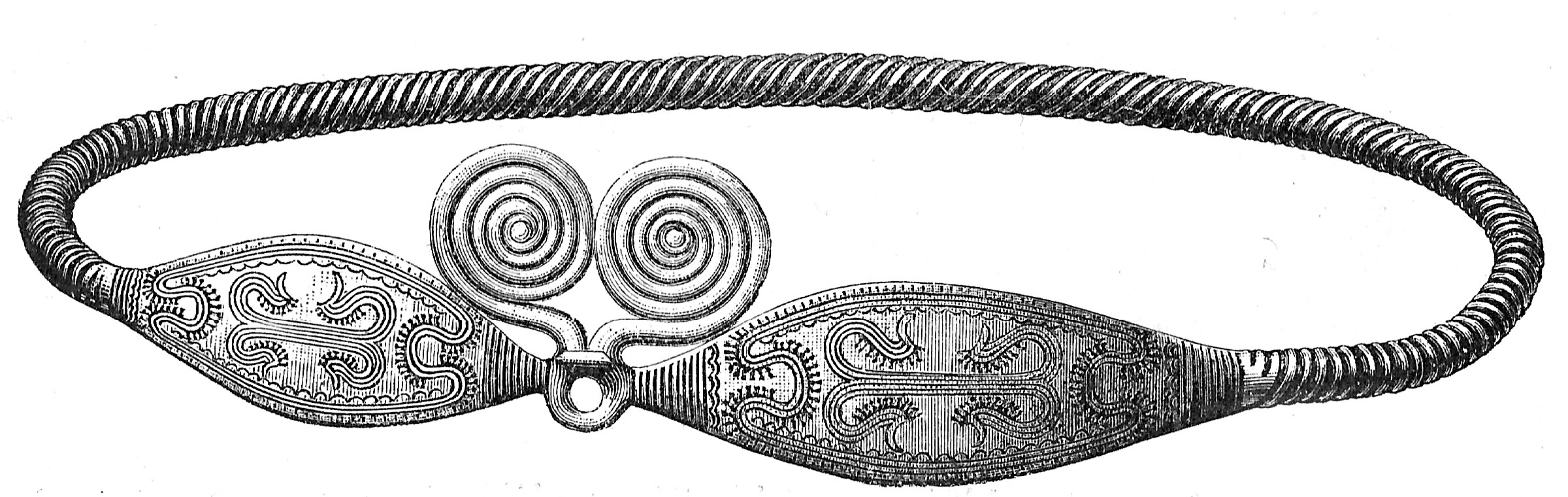
Бронзове шийне кільце з Вермланда
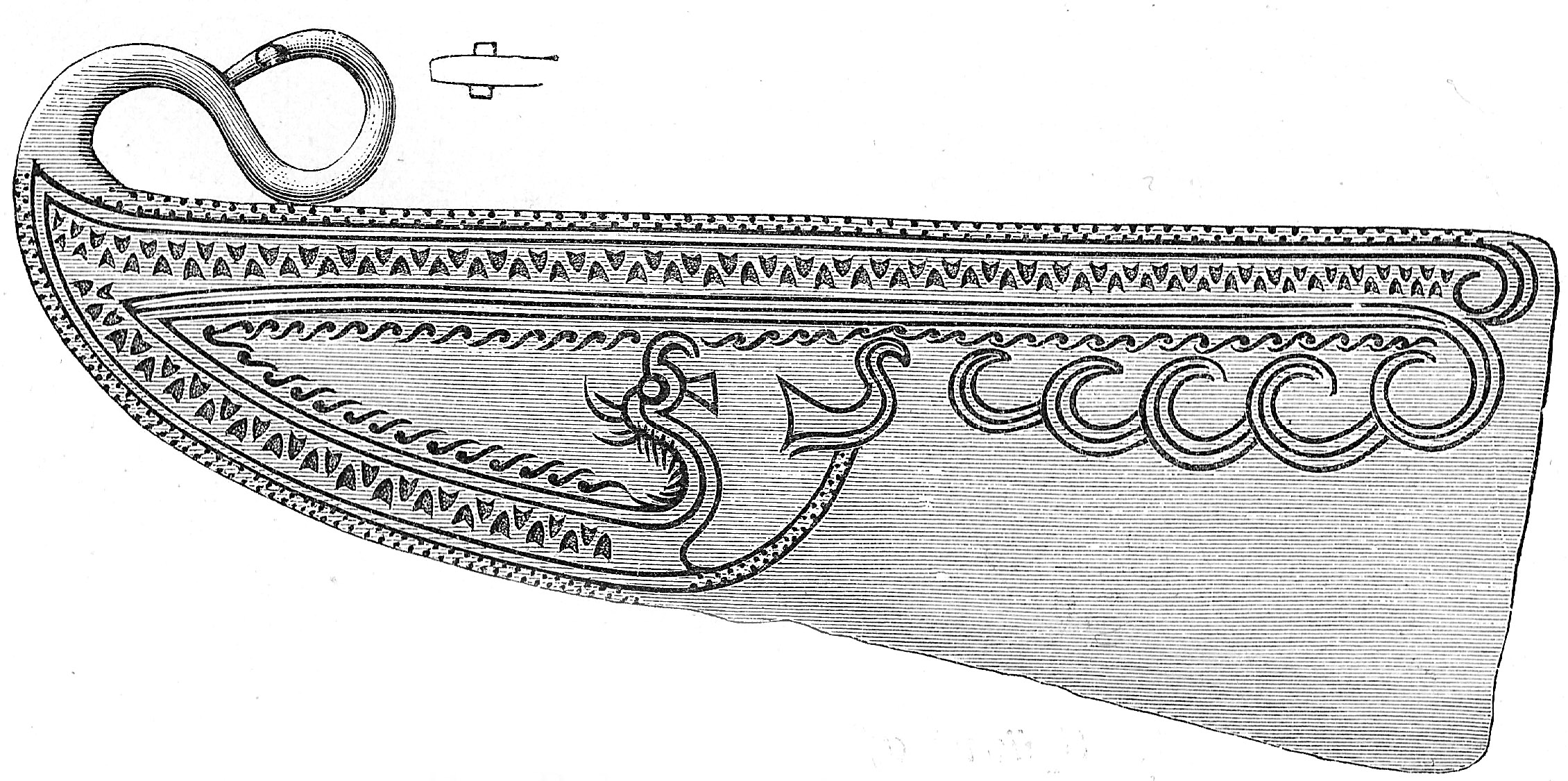
Бронзова бритва зі Сконе
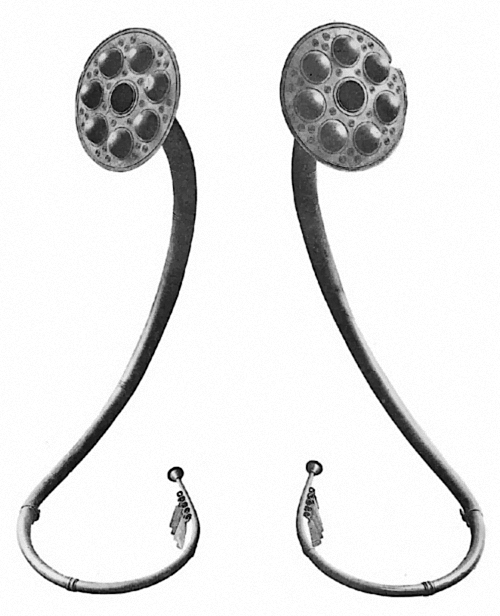
Парні лур (Данія))

## Залізна доба

### Римськя залізна доба
Тацит писав приблизно в 98 році н. е. про народ, який він називав Suiones, що мешкав на островах в морі. Ці свіони мали кораблі, що відрізнялися тим, що мали ніс з обох сторін (форма, характерна і для більш пізніх судів вікінгів). Назва Suiones аналогічна англосаксонському Sweon, а країна цих людей називалася на англосаксонський манер Sweoland (країна свеїв). У «Беовульфа» це плем'я також називається Sweoðeod, звідки і походить сучасна назва Швеції, а територія Швеції називалася в «Беовульфа» Sweorice («королівство свеїв»).

## Вендельський період (550—793)
У VI столітті н. е. остготський історик Йордан згадував плем'я під назвою Suehans, ідентично згадкам Тацитом Suiones. Також Йордан згадував те ж плем'я під іншою назвою, Suetidi, що аналогічно древньому назвою Швеції Svíþjóð, або, на давньоанглійській, Sweoðeod.
Ряд джерел — такі, як «Беовульф», " Перелік Інглінгів ", «Сага про інглінгів», Саксон Граматик і Historia Norwegiæ, згадують кілька шведський королів, які жили в 6 столітті — таких, як Едгільс, Охтере, Онель. А також ряд гутнійських королів. В історичності деяких з них немає сумнівів, незважаючи на те, що джерела наводять дуже суперечливі відомості, як, наприклад, про смерть короля Оттара.
В ті часи королі були скоріше військовими ватажками, ніж монархами в сучасному сенсі, і на місці майбутніх Швеції, Норвегії і Данії існувало кілька дрібних королівств, межі яких постійно змінювалися в міру того, як королі вбивали один одного і місцеві збори стверджували переможців в якості нових королів. Події тих часів яскраво передані в Беовульфа (наприклад, напівлегендарні шведсько-гутнійські війни. І в скандинавських сагах. Поступово, однак, свейські королі підпорядкували собі майже всю територію сучасної Швеції, в тому числі території гутнійців.